# Motu proprio
En el Código de Derecho Canónico de la Iglesia católica, un motu proprio (o también e motu proprio y e proprio motu; del latín «con movimiento propio») es un documento emanado directamente del papa, por su propia iniciativa y autoridad, y firmado personalmente por él. Contiene la promulgación de una ley particular, que modifica y perfecciona la Constitución apostólica. Puede estar dirigido a la Iglesia entera, a una parte de ella, o a algunos individuos. En la actualidad sigue siendo una forma común de decreto papal, especialmente a la hora de establecer institutos, hacer cambios menores a las leyes o procedimientos, y a la hora de otorgar favores a personas o instituciones. 
En asuntos legislativos, un motu proprio describe un acto oficial que es llevado a cabo sin una solicitud formal de otra parte. 
Motu proprio también es una locución latina incorporada al español que se utiliza para expresar que se realiza algo «por iniciativa propia, de forma libre y voluntaria».

## En la Iglesia católica

### Historia
El primer motu proprio de la historia fue promulgado por Inocencio VIII en 1484. Se suele tratar de documentos breves, que afectan a cuestiones concretas; los documentos papales de tipo jurídico y contenido más amplio (normalmente, también de mayor longitud) reciben el nombre de Constitución apostólica. Los documentos doctrinales se llaman encíclicas.

### Concepto
Según la Santa Sede, el motu proprio consiste en:

"...Por su parte el Motu Proprio es una ley que en cierto sentido completa algunos aspectos de la Constitución Apostólica. Por lo tanto es una ley que en puntos muy específicos y en detalles relativamente menores, retoca y mejora algunos aspectos que en el pasado Cónclave y en la pasada Sede Vacante, habían aconsejado cambios para satisfacer algunas necesidades. "
Encuentro informativo de actualización, Sala Stampa della Santa Sede, 8 de marzo de 2013, P. Federico Lombardi S. J.

## Como locución adverbial
Se emplea como expresión para indicar que se hace algo espontáneamente, sin responder a petición previa. Es frecuente que el término se use de forma incorrecta, como *mutuo propio, *motu propio (con una sola erre) o precedido de una preposición: *de motu proprio o *por motu proprio.
Con independencia de su sentido primordial como «documento emanado» del romano pontífice, es de uso muy frecuente en español (en conversaciones, charlas, términos jurídicos, conferencias, etc.). Por ello se oye, también muy frecuentemente, el «de motu proprio» (o erróneamente «propio») obviando el sentido y la construcción latinos originales.
La redundancia que implica el decir «de» acompañando al ablativo (de motus = movimiento, que ya lo lleva implícito) obliga a decir «propio» como indicativo de una cuestión propia, aunque realmente el proprius (su ablativo propriō) lo que quiere indicar es que prō priōre motū 'por primer motivo, por primera razón, por primer impulso, por primera reacción' se realiza la acción "motu proprio" como siendo lo primero que se te ocurre hacer. 
Esta expresión latina es un caso de lo que se conoce como ablativo absoluto, que nos lleva a traducirlo como «siendo realizado por su iniciativa», es decir, sin que nadie más intervenga en la resolución.